# Польська соціалістична партія

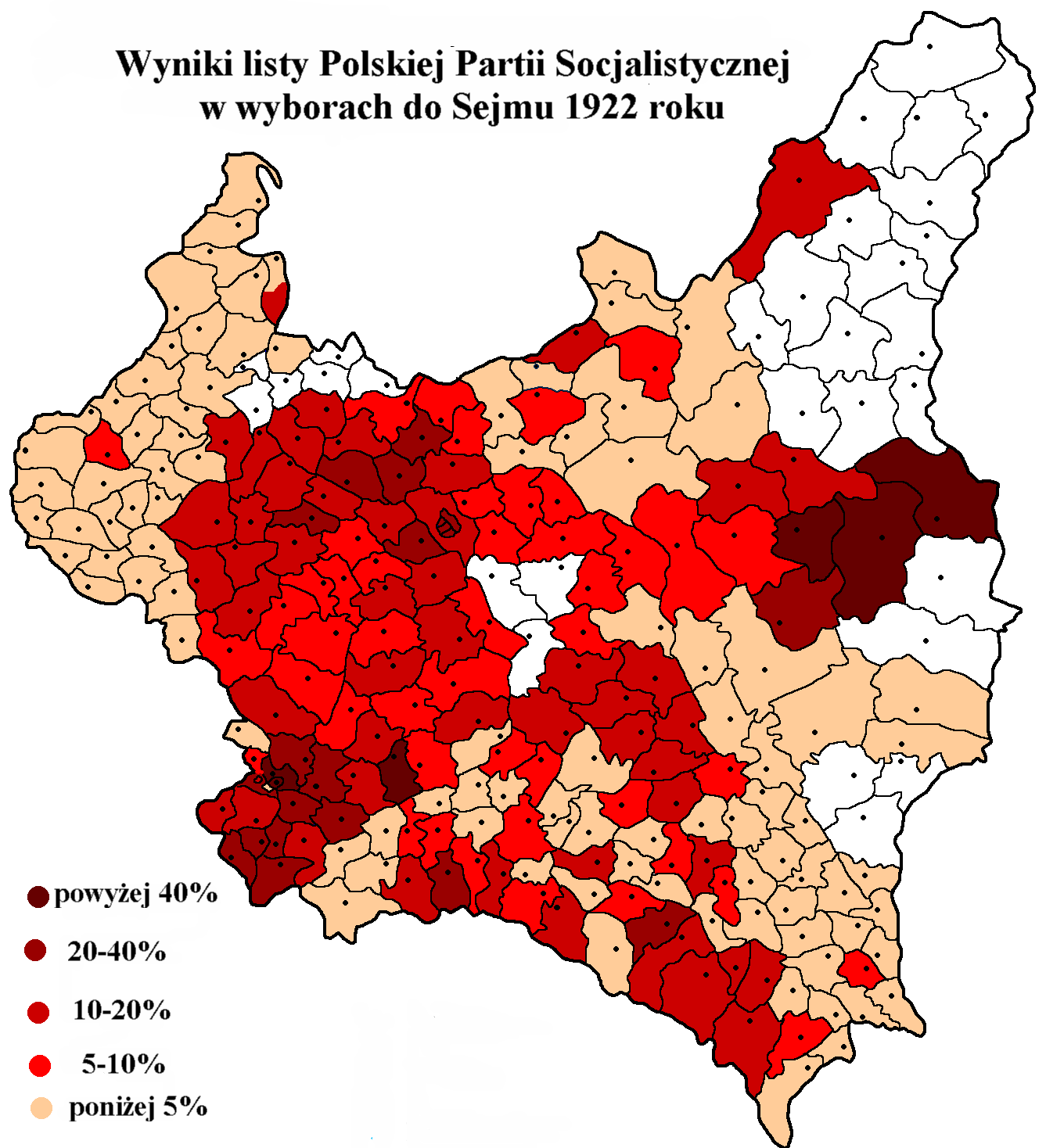
Результати Польської Соціалістичної Партії на виборах до Сейму 1922 року

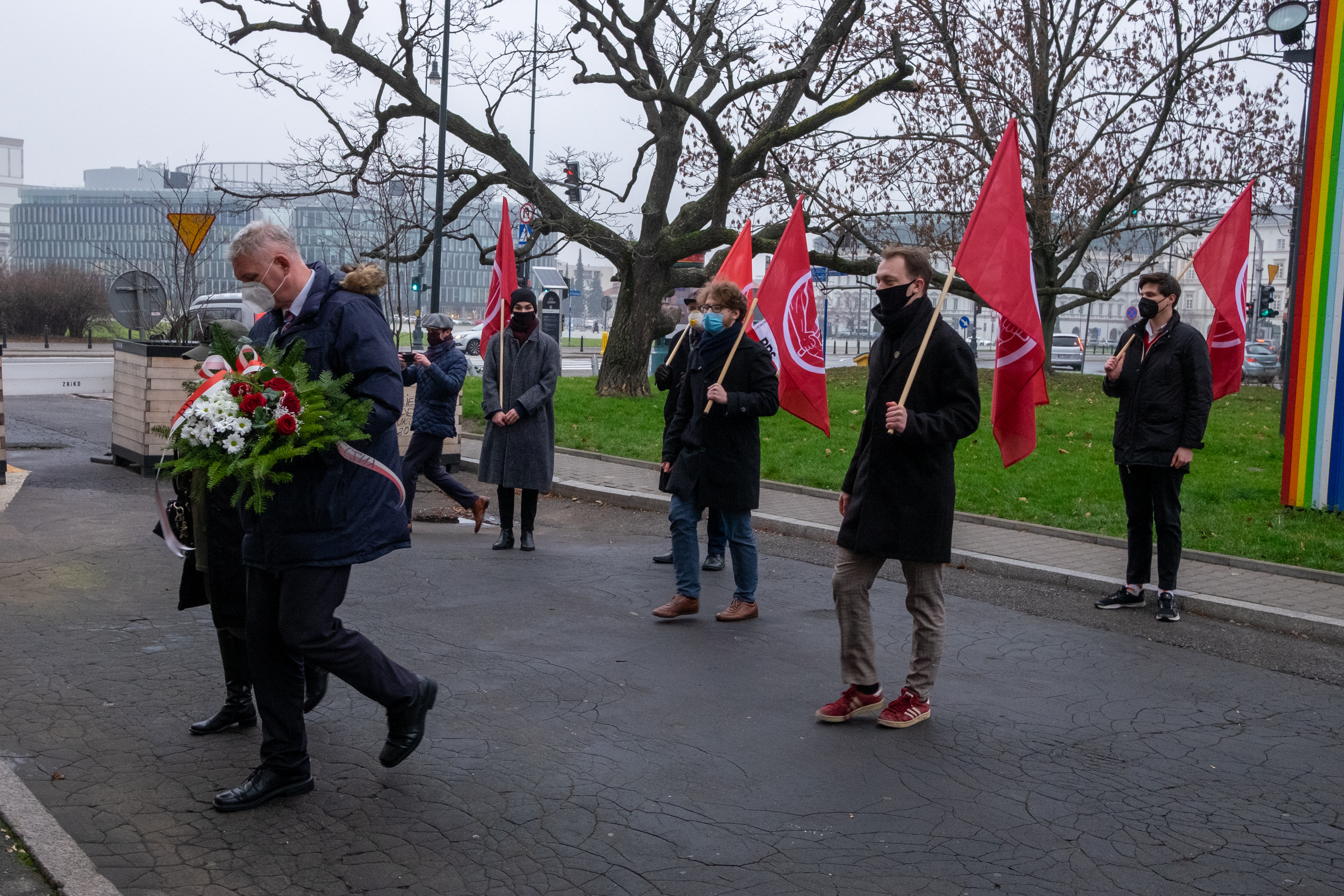
16 грудня 2020 року, члени ПСП покладають вінок на згадку трагічного 98 річниці вбивства Габрієля Нарутовіча

Польська соціалістична партія (пол. Polska Partia Socjalistyczna, PPS) — ліва польська політична партія. Була однією з найважливіших польських партій від часу свого заснування в 1892 році до еміграції в 1948.
Юзеф Пілсудський, засновник Другої Речі Посполитої, був членом і пізніше лідером ПСП на початку 20 століття.

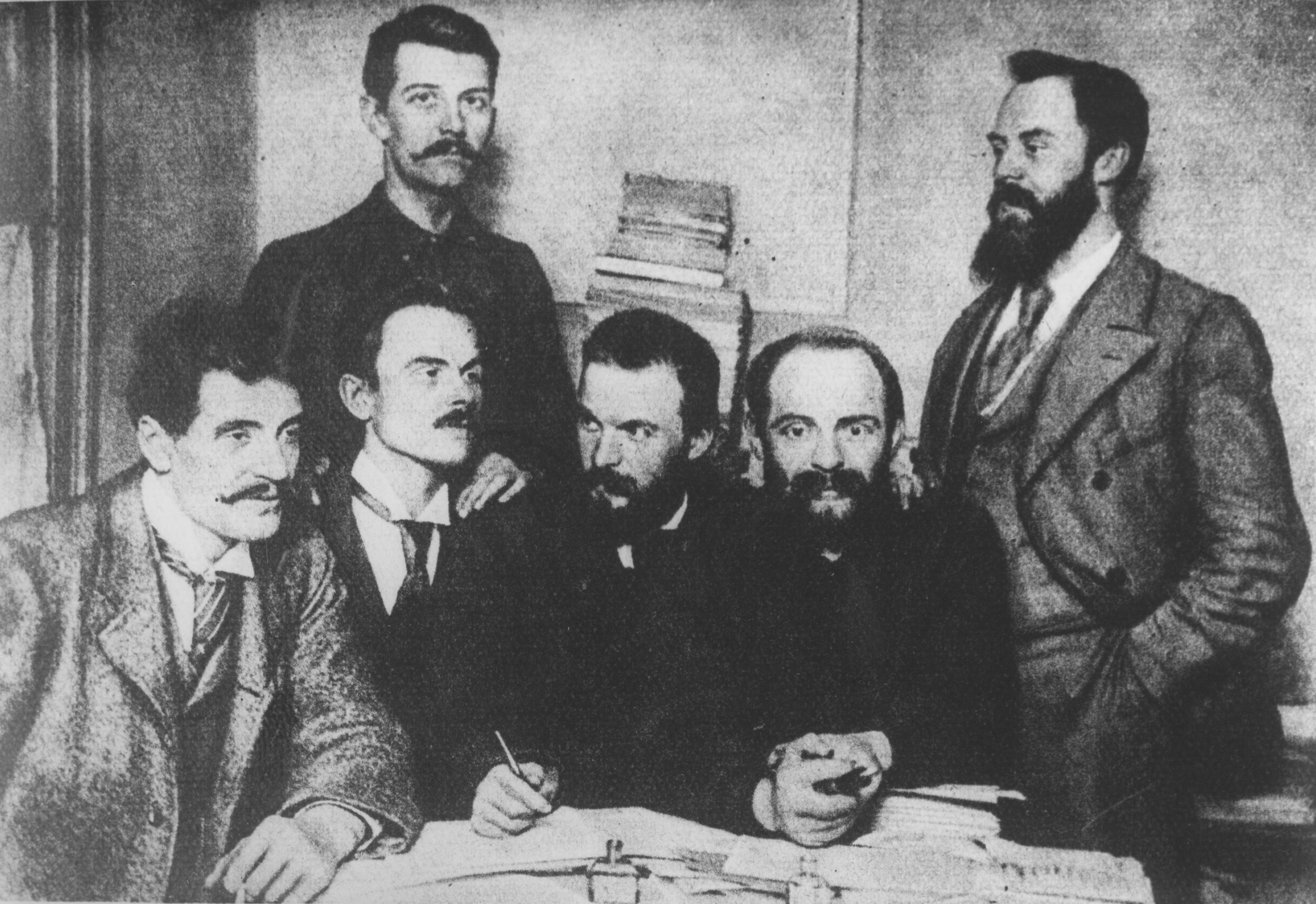
Делегати ПСП на конгресі Другого інтернаціоналу. Лондон 1896. З ліва: Ігнацій Мосцицький, Болеслав Єнджейовські, Юзеф Пілсудський, Олександр Денбські. Стоять: Болеслав Міклашевський, Вітольд Йодко-Наркевич

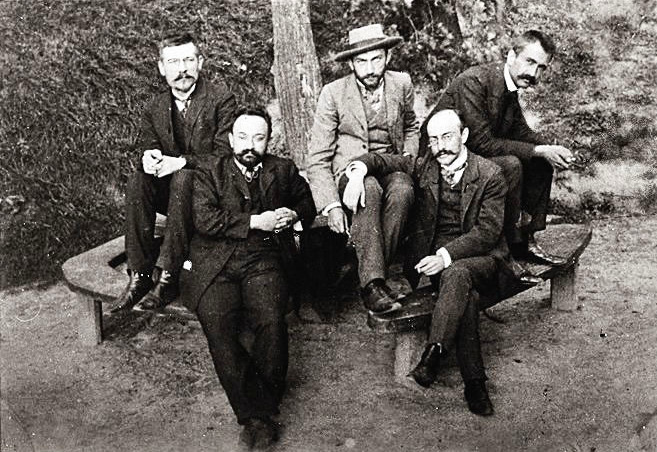
Діячі ПСП перед початком революції 1905 року. З ліва: Болеслав Чарковський,Олександр Сулкевіч, Болеслав Антоній Єнджейовські, Юзеф Квітек, Валерій Славек

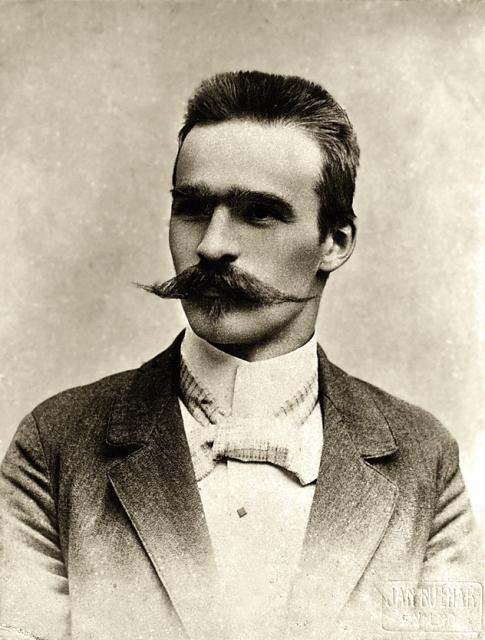
Юзеф Пілсудський, член ЦР комітеу ПСП в 1899 році

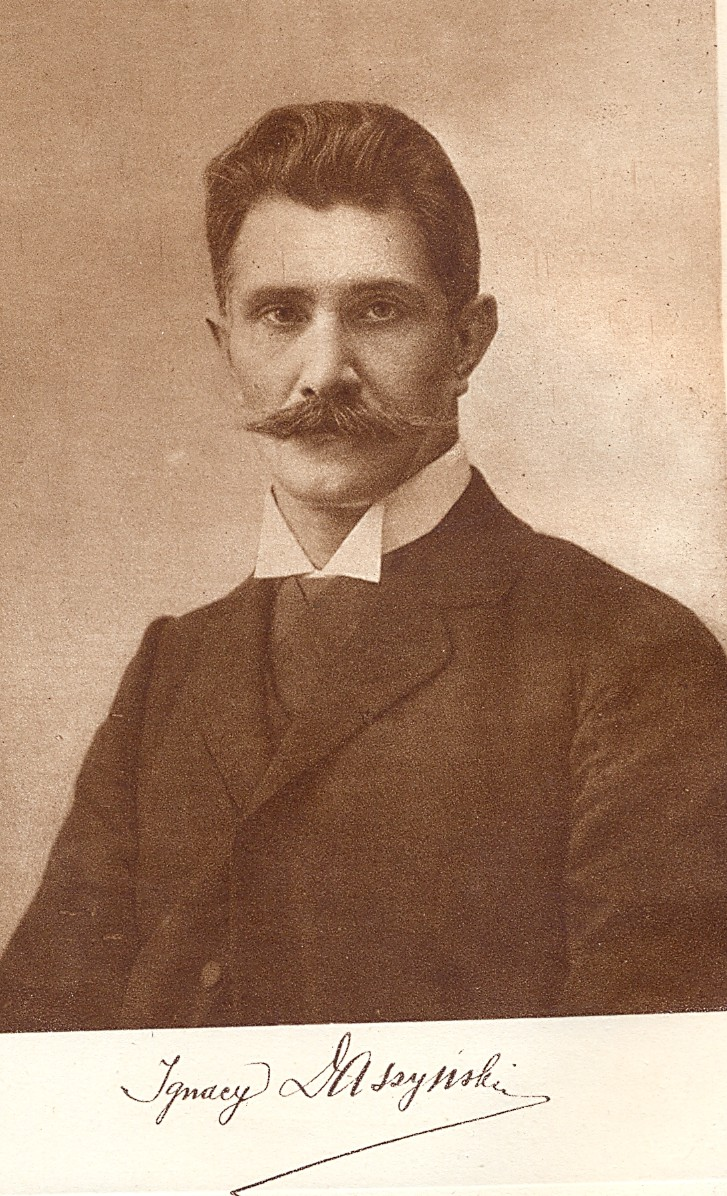
Ігнацій Дашинський перед 1914 роком

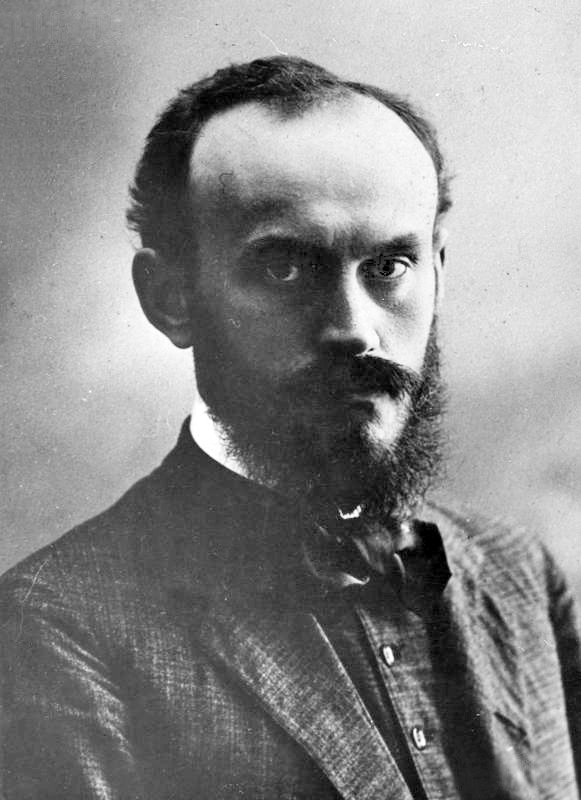
Юзеф Мірецькі — Монтвіл, член бойової організації ПСП, страчений в 1908 році

### Засновницький з'їзд
Польська Соціалістична Партія була утворена на засновницькому з'їзді, який відбувався 17–23 листопада 1892 році в Парижі. У ньому взяли участь делегати, що представляли чотири польські соціалістичні організації. Справжні імена не використовувалися делегатами, через питання їхньої безпеки. Нижче наведено список делегатів по партіях:
- Польська Соціально-Революційна Партія «Пролетаріят» :
  - Олександр Денбські псевдонім «Густав»,
  - Болеслав Антоній Єнджейовський псевд. «Болеслав»,
  - Вітольд Йодко-Наркевич псевд. «Александр»,
  - Станіслав Мендельсон псевд. «Мечислав»,
  - Марія Янковська-Медельсон псевд. «Маріан»,
  - Фелікс Перл псевд. «Фелікс»,
  - Вацлав Скіба псевд. «Владислав»,
  - Олександр Сулкевич псевд. «Казімєш»;
- Союз Польських Робітників:
  - Станіслав Грабський псевд. «Станіслав» (формально не був делегований від союзу);
- Союз Робітників:
  - Едвард Амбрамовський псевд. «Юзеф»,
  - Ян Строжецький псевд. «Стефан»,
  - Станіслав Войцеховський псевд. «Вацлав»,
  - Станіслав Туліцький псевд. «Войцех»;
- Польська Націонал-Соціалістична Гміна:
  - Ян Лорентович псевд. «Здіслав»,
  - Владислав Ратульд псевд. «Броніслав»,
  - Марія Шеліга псевд. «Марта»,
- також двоє незалежних:
  - Болеслав Лімановський псевд. «Тадеуш»,
  - Вацлав Подвінські псевд. «Віктор».

Цей з'їзд не був в класичному розумінні з'їздом делегатів партій, а скоріше довільним зібранням членів з різноманітних політичних сил, ціллю яких було утворення однієї соціалістичної партії для всіх поляків, орієнтованої на соціалістичну та незалежницьку платформу. До з'їзду не приєдналися частина групи осіб, які видавали газету «Соціалістичний погляд», а також члени «соціалістично-демократичної групи», які в той час проживали в Парижі (Естера Голде, Ванда-Цезарина Войнаровська, Станіслав Грабський, Владислав Грабський, В.Канія, І.Урбах та А.Злотніцькі).

### Діяльність у підпіллі
Після першого загального національного з'їзду (Юзеф Пілсудський, Станіслав Войцеховський, Олександр Сулкевіч, Людвік Зайковський, Стефан Бєлак), який відбувся 1893 року в понарських лісах. Проте в серпні цього ж року відбувся розкол та виділилася група осіб, які згодом сформували партію Соціал-демократів Королівства Польського та Литви, здебільшого вони притримувалися інтернаціоналістичної орієнтації та виступали на опозиційних позиціях на противагу більшості членів ПСП, які орієнтувалися перш за все на незалежницьку платформу. На II з'їзді ПСП в лютому 1894 у Варшаві було створено Центральний Робітничий Комітет у склад якого увійшли: Ян Сторожецький псевд. «Янек», Юліан Грабовський псевд. «Жул», Юзеф Пілсудський псевд. «Віктор», Паулін Клімовіч псевд. «Пол», а також двох їх заступників: Казімєша П'яткевича псевд. «Факір», а також Вацлав Нааке-Заленський. На тому ж з'їзді постановлено видавати газету «Робітник», який став одним із найважливіших інструментів соціалістичної пропаганди в країні. Після арештування у серпні 1894 року Строжецького, Грабовського i Клімовіча та еміграції Нааке-Заленського, партію очолювали Юзеф Пілсудський, Казімєш П'яткевич і (як заступник члена ЦР Комітету) прибувший у квітні 1895 року з Лондону Станіслав Войцеховський. Незважаючи на арешти ключових фігур, організація продовжила зростати. Відкрилися робітничі комітети у Варшаві, Радомі та Заглемб'є.
В лютому 1900 року поліція в місті Лодзь викрила друкарню «Робітник», а також арештувала Юзефа Пілсудського, який тоді був членом ЦР Комітету та редактором газети.
В той же час в Лондоні Станіслав Войцеховський видав наступний номер газети, а в Польщі Олександр Сулкевіч псевд. «Міхал» сформував новий Центральний робітничий Комітет, в який увійшли Казімєж Рожновський псевд. «Кароль», Генріх Сарцевич псевд. «Гауденті» (з Білогостоку) та Фелікс Сакс псевд. «Англієць».
У травні 1900 року деякі члени партії разом з Людвігом Ключицьким, які виступали за застосування терористичних дій покинули ПСП та створили робітничу партію Третій Пролетаріат. Представники Польської Соціалістичної Партії взяли учать в конференції російських опозиційних та революційних партій у Парижі, що відбулась в 1904 році.
Під час революції 1905 року ПСП була поділена на дві конкурентні між собою фракції: так званих «старих» очолюваних Юзефом Пілсудським, які закликали до збройних виступів та «молодих», які розраховували на повалення царського режиму у співпраці з повсталими російськими масами. У 1905—1907 роках створена «старими» Бойова організація ПСП здійснила сотні терористичних та збройних акцій (замахи, визволення політичних в'язнів, експропріяції).
Конфлікт «старих» та «молодих» у середині партії остаточно призвів до того, що в 1906 році вона розкололась на ПСП Революційну Фракцію, (колишні «старі») та ПСП-Лівицю (колишні «молоді»).
У 1909 року ПСП-Революційна Фракція повернулися до колишньої старої назви, ПСП-Лівиця втратила свої позиції — деякі її колишні члени пізніше вступили до Соціал-Демократичної Партії Королівства Польського та Литви та створили комуністичну партію Польщі, інша її частина повернулися до ПСП. Через кілька років (від 1912 до 1914 року) діяла також незалежна від них ПСП-Опозиція була створена в
результаті суперечки про місце концепції незалежності в програмі партії.

### Паризька програма
На з'їзді 1892 року було прийнято так звану «Паризьку програму», що став першим документом Польської Соціалістичної Партії. Починався він з таких слів:
|  | Польська Соціалістична Партія, як політична організація, яка репрезентує польський робітничий клас, який бореться за своє визволення з ярма капіталізму, прагне, перш за все, повалення сьогоднішнього політичної неволі і здобути владу для пролетаріату. Щоб досягнути цього його метою є створення незалежної демократичної польської республіки.Оригінальний текст (пол.) [Polska Partia Socjalistyczna, jako organizacja polityczna polskiej klasy robotniczej, walczącej o swe wyzwolenie z jarzma kapitalizmu, dąży przede wszystkim do obalenia dzisiejszej niewoli politycznej i zdobycia władzy dla proletariatu. W dążeniu tym celem jej jest niepodległa rzeczpospolita demokratyczna.] Помилка: {{Lang}}: текст вже має курсивний шрифт (допомога) |

Основні програмні положення містилися в двох розділах, економічному та політичному, які також були поділені на підпункти. Ці постулати звучать так:
|  | Незалежна демократична республіка, заснована на наступних принципах: пряме, загальне та таємне голосування; народного законодавство; повна рівність національностей, які входитимуть до майбутньої польської республіки, на основі добровільної федерації; муніципальне та провінційне самоврядування з виборами адміністративних чиновників; рівність усіх громадян без різниці між статтю, расою, національності та релігії; повна свобода слова, друку та зібрань; безкоштовний розгляд всіх судових справ; обрання суддів та впровадження судової відповідальності посадових осіб; безкоштовна, обов'язкова, загальна доступна всім верствам населення освіта; побудова державою шкіл необхідних для освіти учням; прогресивний податок на прибуток та майно та впровадження такого ж податку на спадщину; скасування податків на їжу та товари першої необхідності.Оригінальний текст (пол.) [Samodzielnej Rzeczpospolitej demokratycznej, opartej na następujących zasadach: bezpośrednie, powszechne i tajne głosowanie; prawodawstwo ludowe; całkowite równouprawnienie narodowości wchodzących w skład Rzeczypospolitej na zasadzie dobrowolnej federacji; samorząd gminny i prowincjonalny z wybieralnością urzędników administracyjnych; równość wszystkich obywateli bez różnicy płci, rasy, narodowości i wyznania; zupełna wolność słowa, druku, zebrań stowarzyszeń; bezpłatna procedura sądowa, wybieralność sędziów i sądowa odpowiedzialność urzędników; bezpłatne, przymusowe, powszechne, całkowite nauczanie; dostarczanie uczącym się środków nauczania przez państwo; postępowy podatek do dochodu i od majątku, i taki podatek od spadków; zniesienie podatków od artykułów spożywczych oraz pierwszej potrzeby.] Помилка: {{Lang}}: текст вже має курсивний шрифт (допомога) |

Делегати ухвалили наступні економічні постулати:
|  | Трудове законодавство:восьмигодинний робочий день; фіксована 36-годинна перерва щотижня; встановлення мінімальної заробітної платні; рівна оплата праці чоловіків і жінок за одну йту ж кількість виконаної роботи; заборона працювати дітям до 14 років; обмеження роботи для підлітків (з 14 до 18) до шести годин на день; загальна заборона праці в нічний час; дотримання гігієни на заводах; державна грошова підтримка у разі нещасних випадків, безробіття, хвороби та настання старості; вибори інспекторів самими робітниками фабрик; створення біржі праці та робітничого секретаріату; повна свобода трудових договорів. Поступова соціалізація землі, виробничих знарядь і засобів зв'язку.Оригінальний текст (пол.) [Prawodawstwo pracy: ośmiogodzinny dzień roboczy, stała 36-godzinna przerwa co tydzień; minimum płacy roboczej; równa płaca dla kobiet i mężczyzn przy równej pracy; zakaz pracy dzieci do lat 14, ograniczenie pracy niedorosłych (od lat 14 do 18) do sześciu godzin na dobę; zakaz pracy nocnej w zasadzie; higiena fabryczna; zabezpieczenie państwowe w razie wypadków, braku pracy, choroby i starości; inspektor fabryczny wybierany przez samych robotników; giełda pracy i sekretariat robotniczy; zupełna wolność zmów (porozumień) robotniczych. Stopniowe uspołecznienie ziemi, narzędzi produkcji i środków komunikacji.] Помилка: {{Lang}}: текст вже має курсивний шрифт (допомога) |

Польська Соціалістична Партія мала на меті досягнути таких результатів:
- Незалежна Польська Республіка, побудована на демократичних засадах
- Пряме загальне право голосу
- Рівні права для всіх націй, які живуть в Польщі
- Рівні права для всіх громадян, незалежно від раси, національності, віросповідання та гендерної приналежності
- Свобода преси, думки, зібрання
- Прогресивне оподаткування
- Восьми-годинний робочий день
- Запровадження мінімальної заробітної платні
- Рівна заробітна плата для чоловіків та жінок
- Заборона дитячої праці (до 14 років)
- Безкоштовна освіта
- Соціальна підтримка у разі травмування на виробництві

Після початку революції 1905 року в Російській Імперії, членство поляків у партії різко зросло з кількох сотень активних членів до масового руху, що налічував близько 60 000 чоловіків та жінок.

### ПСР в часи здобуття Незалежності Польщі та міжвоєнний період

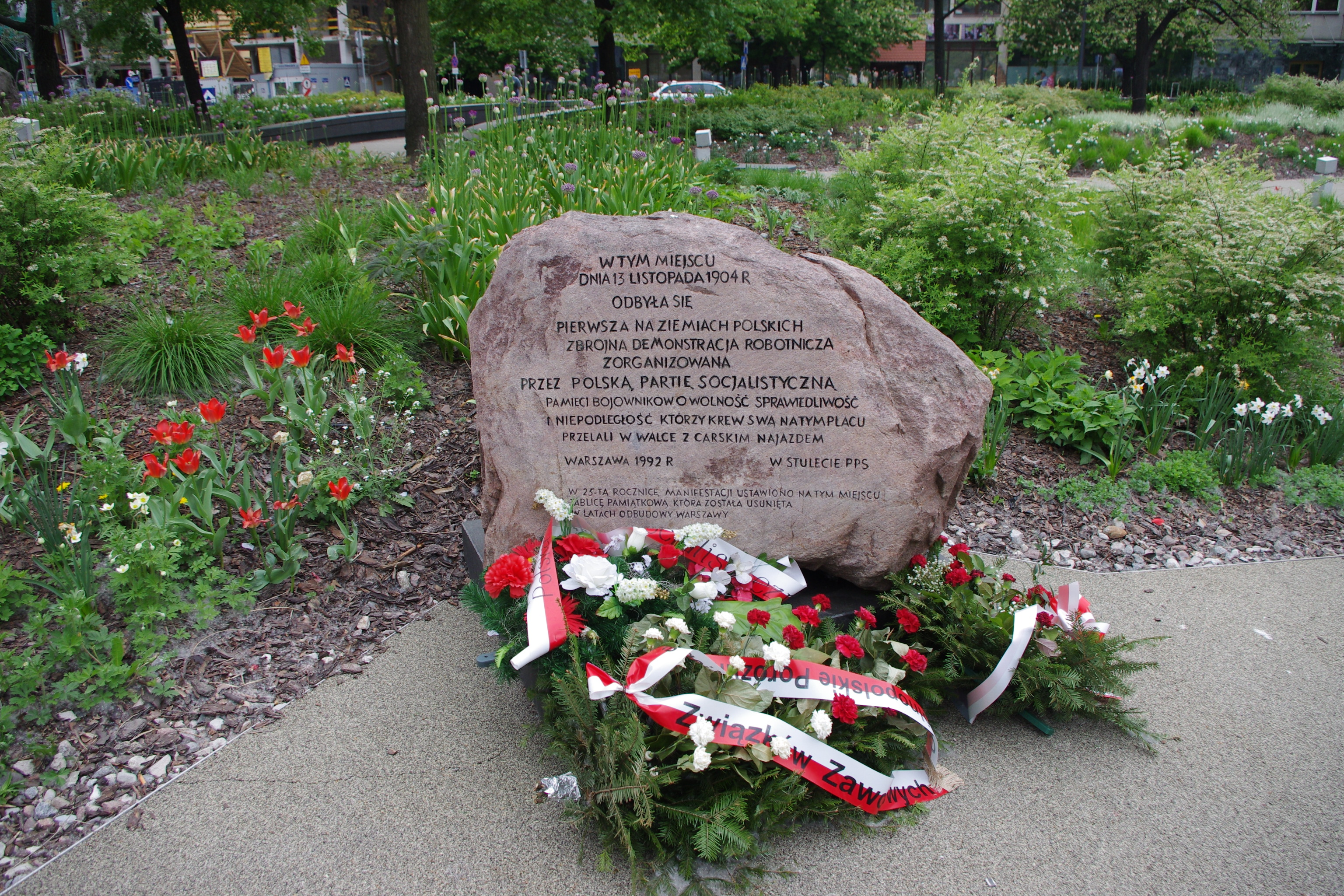
Камінь встановлений на честь маніфестації ПСП 13 листопада 1904 року, на Гжибовському плацу у Варшаві

Одразу після того як почалась I світова війна з ПСП вийшов Пілсудський, однак на значну частину партії все ще впливали його ідеї про польську незалежність. XII Конгрес партії в 1916 року в Пйотркуві підтримав розбудову Польщі як незалежної демократичної республіки. На останньому конспіраційному XIV З'їзді ПСП у вересні 1918 року партією керував Центральний Робітничий Комітет (ЦРК) в складі: Томаша Арцішевського (41 рік), Раймунда Яворовського (33 роки), Маріяна Маліновского (42 роки), Мечислава Недзялковського (25 роки), Фелікса Перла (53 роки), Зигмунта Заремби (23 роки) та Броніслава Земенцького (33 роки).
В листопаді 1918 року ПСП допомогла утворити перший польський уряд — Тимчасовий народний уряд Республіки Польща, керівником якого став Ігнацій Дашинський, продовжувачем справи якого став уряд Єнджея Морачевського. Народний уряд Морачевського ухвалив декрет про години праці, який впровадив 8-годинний робочий день та 46-годинний робочий тиждень. Також було впроваджено в дію декрети про охорону праці, про робітничі профспілки, а також декрет про обов'язкове страхування на випадок хвороби для робітників. Також було запроваджено житловий мораторій для безробітних, заборона на підвищення орендної плати для мешканців 1–2 кімнатних квартир вище рівня червня 1914 року та обмеження права на виселення.
На виборах до Законодавчого сейму 26 січня 1919 року ПСП отримала 35 (із 432) депутатських мандатів, що була потрактовано як поразку. В квітні цього самого ж року відбулося також об'єднання трьох партійних організацій, що розташовувались у різноманітних регіонах новоствореної держави: Польської Соціалістичної Партії Прусських Територій, Польської Соціал-Демократичної Партії Галичини та партії Тешинської Сілезії.

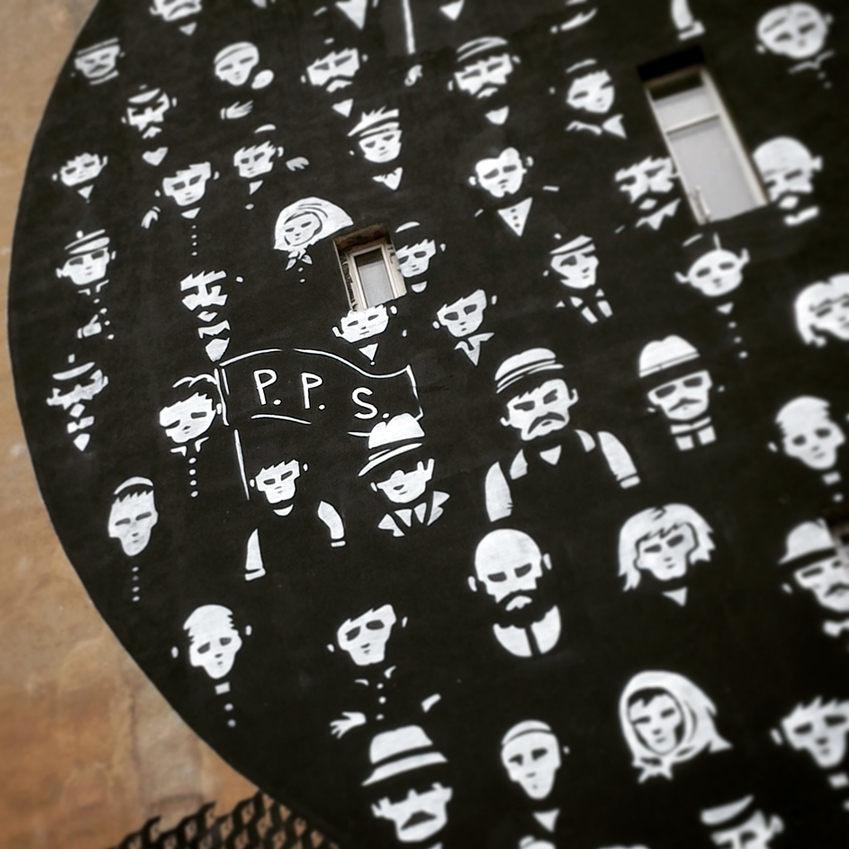
Фрагмент муралу в Лодзі згадує про події революції 1905 року на якому можна побачити прапор Польської Соціалістичної Партії

Під час польсько-радянської війни 1920 року, ПСП, незважаючи на опір деяких членів, увійшла до уряду народної оборони, в якому Ігнацій Дашинський отримав портфель віце-прем'єра, а Норберт Барліцький (заступником якого був Броніслав Земенцький) увійшов у склад Ради Оборони Країни.
В серпні 1920 року ПСП організувала Робітничий Комітет Оборони Варшави, а також Робітничий Полк Оборони Варшави. Багато діячів ПСП взяло участь у боях як солдати регулярної армії, а також здійснювали диверсії проти червоної армії (в тому числі Томаш Арцішевський, Адам Цьолкош, Станіслав Дюбуа, Юзеф Дзегелевський, Райбунд Яворовський, Антоні Пайдак, Адам Щипьорський). Під час битв, як поручник 108 уланського полку помер Олександр Нап'юрковський, член ЦВК ПСП та депутат Законодавчого Сейму.
Вербувальні бюро ПСП з першої половини липня до кінця серпня 1920 року завербували загалом 1643 особи. В кожному окрузі було завербовано:
| округ                           | кількість завербованих |
| ------------------------------- | ---------------------- |
| Варшава                         | 311                    |
| Передмістя Варшави              | 78                     |
| Львів                           | 430                    |
| Заглемб'є Домбровське           | 304                    |
| Ченстохова                      | 263                    |
| Люблін                          | 74                     |
| Радомсько                       | 33                     |
| Паб'яниці                       | 75                     |
| Дрогобич-Глінік Маріампольський | 56                     |
| Інші місцевості                 | 19                     |

Переважна більшість завербованих добровольців (1101 осіб) була направлена до 201 полку піхоти (полк ПВО в Яблоні), яким керував Адам Коц. Інших було направлено до запасних батальйонів: 1 полку легіонів піхоти в Яблоні, 3 полку легіонів піхоти у Варшаві, 6 полку легіонів піхоти у Плоцьку. Завербовані добровольці належали до оглядових комітетах не вдома, а безпосередньо до таких при полках.
У зв'язку із створенням в ПСП окремих військових батальйонів газета «Кур'єр Варшавський» писала: «ПСП запроваджує в створених полках, соціалістичний регламент, рекомендуючи солдатам звертатися до командного складу „Товаришу Командире“».
Окрім дій пов'язаних з вербуванням добровольців, Військовий відділ також керував так званими спеціальними діями. Під цим терміном розумілась організація розвідувальних, диверсійних та партизанських підрозділів, що діяли в тилу Червоної Армії, та створення так званих робітничих резервів.
Деякі рядові члени партії, незважаючи на заборону керівництвом, брали участь в організації революційних комітетів. Члени ПСП взяли участь в роботі 11 революційних комітетах: Білосток, Цеханув, Граєво, Ліпно, Ломжа, Луків, Остроленка, Радинь, Седльці, Собєніце та Високе-Мазовецьке.
Через кілька днів як Червона Армія увійшла до Білогостоку місцева організація ПСП на зібрані 31 липня прийняла резолюцію наступного змісту:
„З огляду на звільнення нашого міста від влади реакційних сил та утворення нового уряду, заснованого на принципах справжньої свободи та братарства, з ентузіазмом вітаємо утворення цього уряду, як найбільш відповідаючого цілям та інтересам робочого класу та для уникнення можливого розладу сил, постановляємо підпорядкуватися думкам більшості та приступити до спільної праці з комуністичною партією для досягнення остаточної рівності усіх до того часу скривджених та малозабезпеченим — соціалістичного устрою“ ЦРК ПСП в Сідліце видало 14 серпня відозву, в якій привітало Червону Армію та закликало міських та сільських робітників, а також працівників розумової праці для добра більшості, і яка закінчувалася гаслом: «Нехай живе Польська Соціалістична Республіка». Після відступу Червоної Армії з цих теренів ЦРК ПСП на початку вересня утворив спеціальну комісію в складі: Земенцькі, Пужак, Жулавський, яка мала провести розслідування щодо членів та організацій ППС, звинувачених у співпраці з Червоною Армією та польськими комуністами.
В першій половині 1921 року ПСП нараховувала близько 55 тисяч членів ПСП, що традиційно залучалася в профспілковий та кооперативний рух, з партією співпрацювали теж з організаціями, що залишилися у її сфері впливу, такі як Товариство Робітничих Університетів (ТРУ), Червоне харцество, Класові профспілкові союзи та Спілка незалежної соціалістичної молоді.

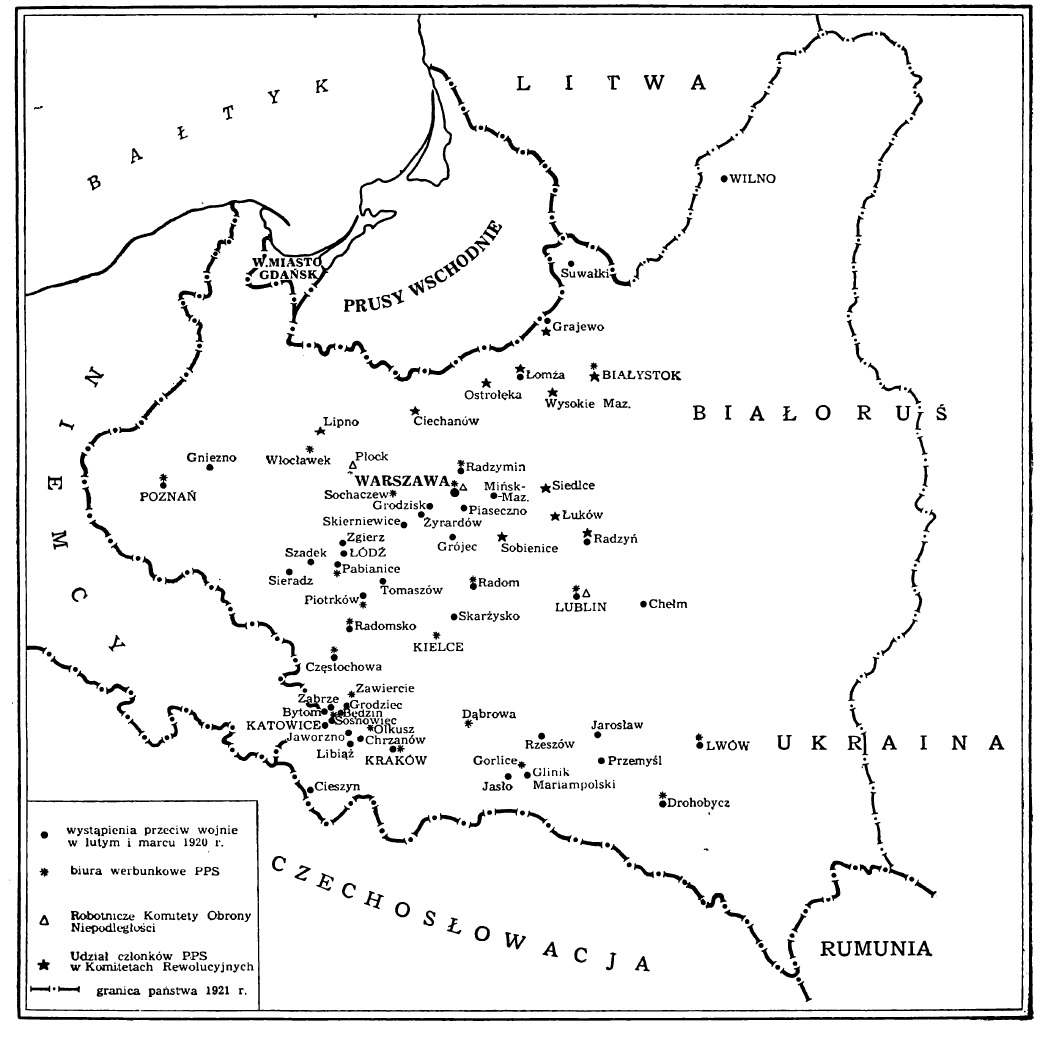
Карта діяльності крайових осередків партії ПСП в 1920 році

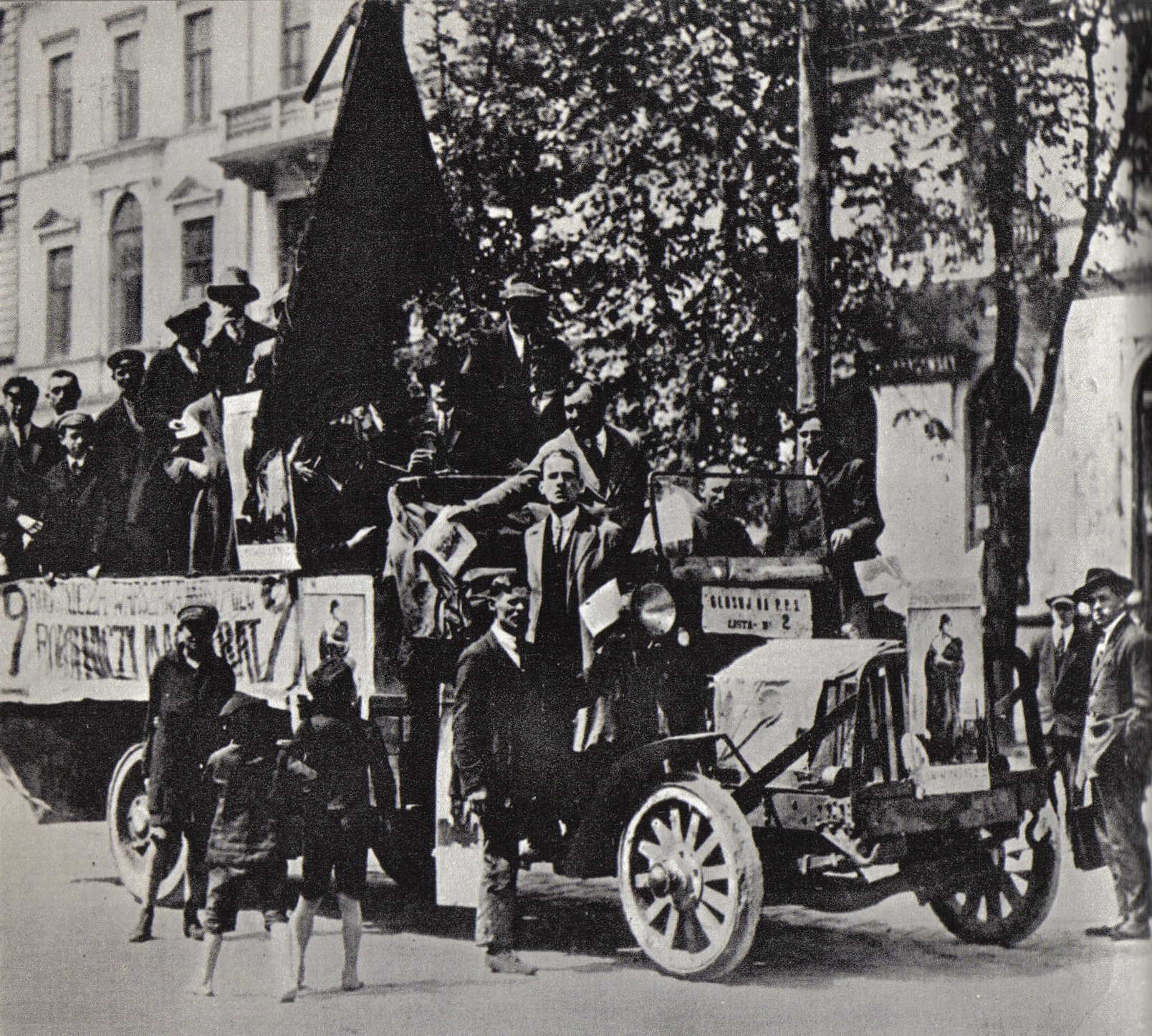
Агітаційна вантажівка ПСП під час виборів до Міської Ради Варшави у міжвоєнні часи

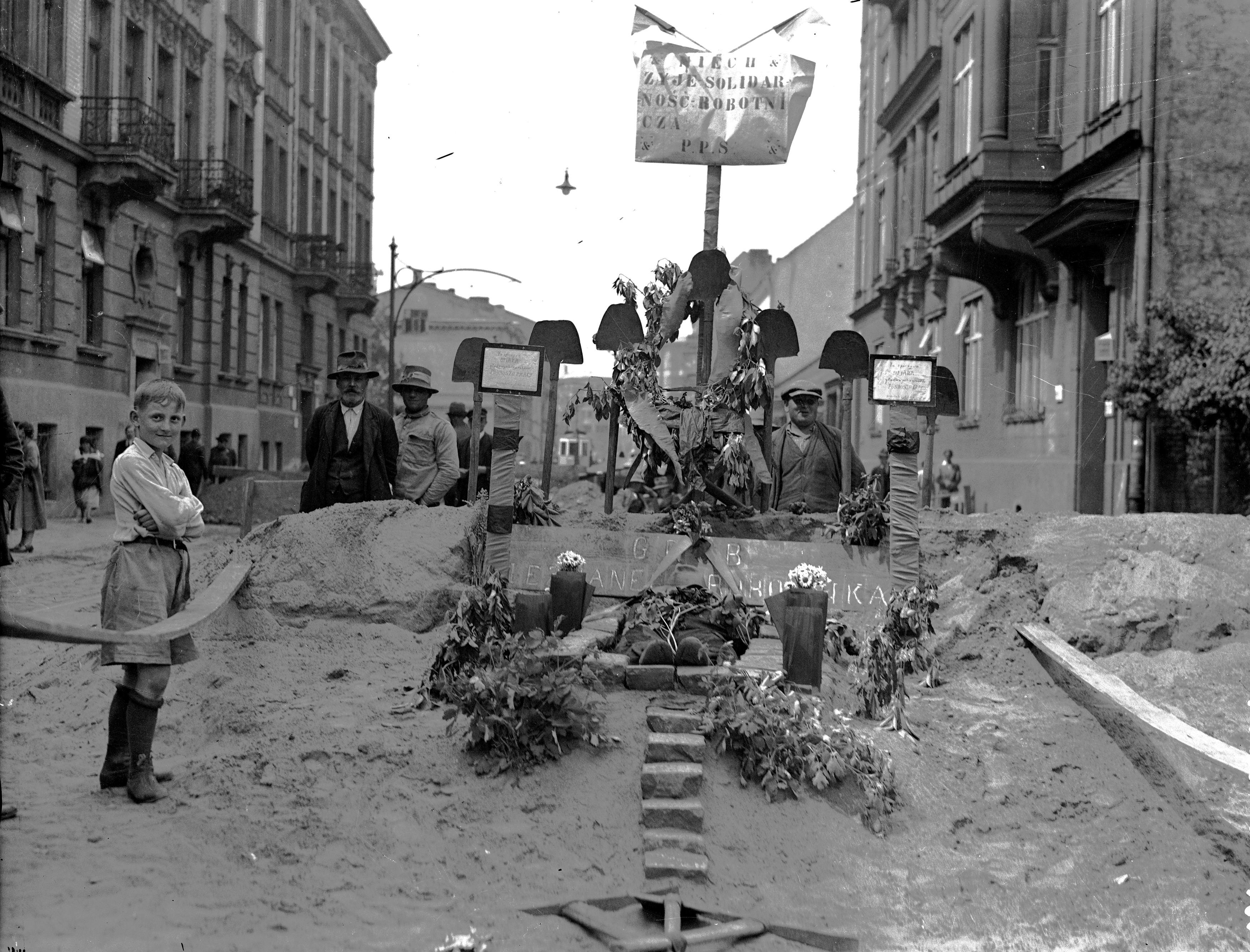
Протестна акція ПСП біля імпровізованої могили невідомого робітника в міжвоєнний період

На парламентських виборах 1922 року в Польщі ПСП отримала 41 депутатський мандат, а також 7 сенатських мандатів. В той же час дійшло до однієї з найсерйозніших криз щодо майбутнього Польщі під час виборів на пост президента, жертвою якої став Габрієль Нарутович. ПСП закликала до захисту Президента та конституції. В той час як у Варшаві відбувалися вуличні бої, помер хорунжий стандарту ПСП Ян Калушевський. Після смерті в результаті замаху на Габрієля Нарутовича ПСП вирішила підтримати безпартійний уряд ген. Владислава Сікорського. Одразу після відставки цього уряду та створення нового в 1923 році центрального уряду Віцентія Вітоса дійшло до розірвання зв'язків з урядом. Через інфляцію та високі ціни на товари профспілкові союзи наближені до ПСП оголосили залічний страйк. Уряд приступив до мілітаризації колії. ПСП та Центральна Комісія Профспілкових Союзів оголосили у відозві 5 листопада 1923 року страйк у всій країні. Уряд вивів війська на вулиці. Відбувалися зіткнення в Кракові, Бориславі та Тарнові, що потім отримало назву «краковського повстання», під час якого не вдалось обійтись без смертельних жертв серед робітників та солдат. Ця криза призвела до занепаду Віцентія Вітоса.
Завдання полегшення економічної ситуації взяв на себе уряд Владислава Грабського, який серед інших дій ухвалив постанову про запровадження сільськогосподарської реформи. Наступна економічна криза, яка відбулася в 1925 році призвела до формування нового уряду Олександра Скшинецького в якому зайняли місця такі члени ПСП: Єнджей Морачевський, Норберт Бірліцький - міністр громадських робіт, а також Броніслав Земенцький - міністр праці та соціального забезпечення. З уваги на політичні зміни уряду та уведення в життя нових дій, які призвело б до зменшення заробітної плати бюджетників та збільшення непрямих податків, ПСП 20 квітня 1926 року вийшли з уряду, спричинивши його занепад. Депутати ПСП подали клопотання про розпуск Сейму, але це рішення було відхилено правоцентристською більшістю.

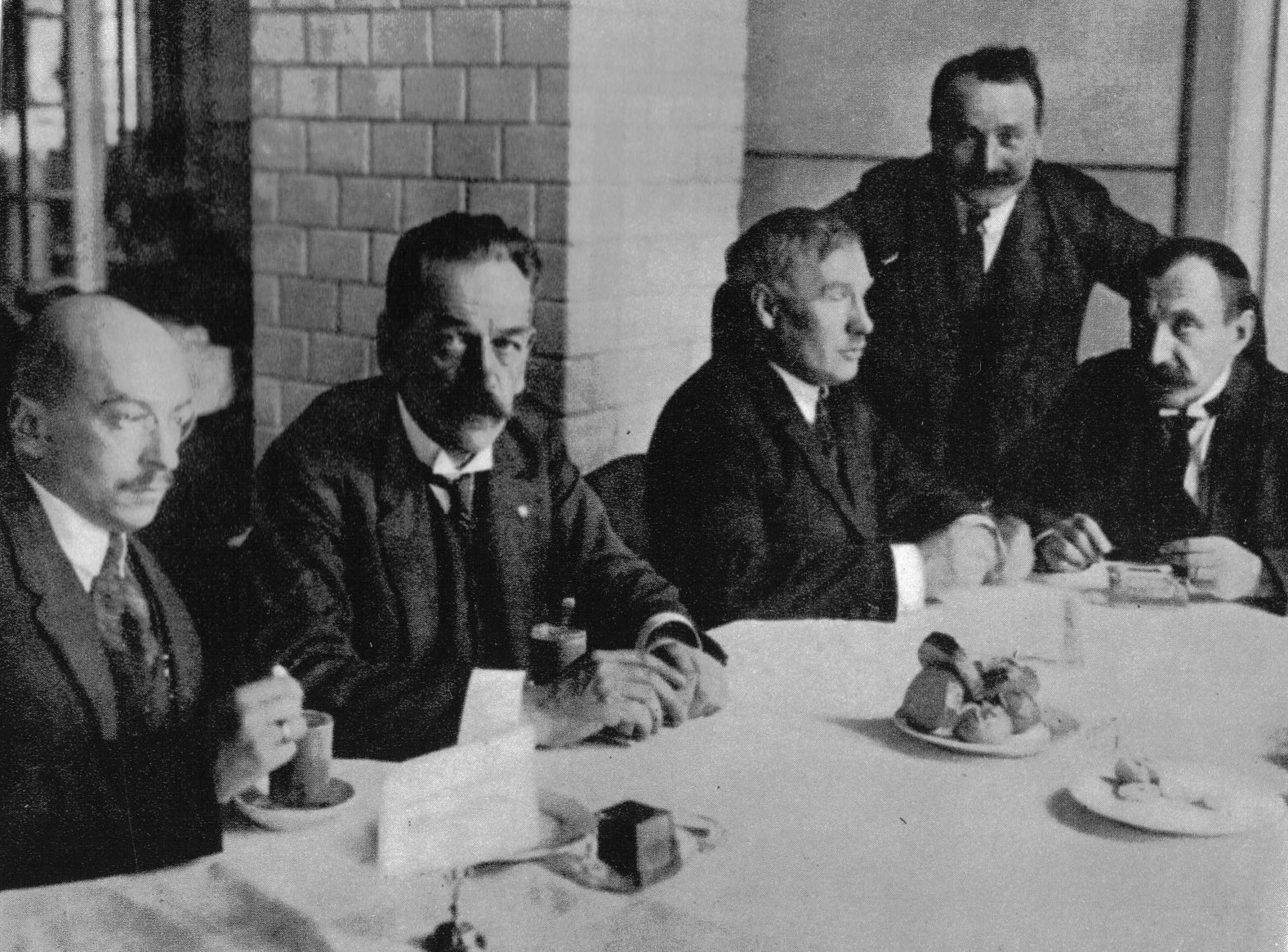
Депутати ПСП сидять в буфеті сейму, близько 1926 року: Адам Празьє, Єнджей Морачевський, Норберт Бірліцький, Маріян Маліновський та Раймунд Яворовський. Морачевський та Яворовський були ініціаторами розлому, через який в 1928 році була створена ПСП-Колишня революційна фракція

В 1926 році ПСП спочатку підтримувала травневий переворот, який здійснив Й. Пілсудський. Пов'язаний з партією залізничний профспілковий союз організував 13 травня страйк, який зробив неможливим урядові переїзду до Варшави вірних йому військ з Великопольщі. Центральний Виконавчий Комітет ПСП закликав до організування загального страйку.
На парламентських виборах у 1928 році ПСП досягла великих результатів, отримавши 1 481 279 голосів від виборців до Сейму (13 % голосів) та всього зайнявши 64 депутатські мандати та 10 сенаторських. Найбільше мандатів партія здобула у: лодзькому воєводстві — 11, варшавському воєводстві — 9, а також краківському воєводстві — 9. Натомість важку поразку ПСП понесла у Варшаві, де отримала тільки один мандат, а також в Заглемб'ї Домбровському за рахунок комуністичних голосів. Успіхом натомість стало здобуття 2 мандатів у Бидгощі.
Побудова авторитарних урядів режимом санації та політичний курс на право допровадив до того, що ПСП перейшла в 1927 року до опозиції. Це спровокувало внутрішні спори в партії ПСП, зокрема Єнджей Морачевський пішов проти позиції партії та увійшов до уряду Юзефа Пілсудського, що спричинило його позбавлення членства ПСП. Спір про стосунки до нових урядів призвів до того що 17 листопада 1928 році відбувся розкол в ПСП. Підтримники уряду санації на чолі з Раймондом Яворовським створили ПСП-колишня революційна фракція.
З 1929 року ПСП була найбільшою опозиційною силою коаліції Цетролев, в склад якого входили також увійшли ПНП «Визволення», ПНП «П'яст», Селянська партія, Народна Робітнича Партія та Польська партія християнської демократії. Після розпуску Пілсудським Сейму в 1930 році та подальших арештів безлічі партійних діячів, деякі з них були засуджені на так званому берестейському процесі (від назви міста Берестя).
На парламентських виборах у листопаді 1930 року партія отримала 13 % всіх голосів.
Вибори 1935 року та 1938 року ПСП бойкотувала.
В лютому 1937 році відбувся останній перед другою світовою війною XXIV конгрес ПСП, який вибрав керівництво Начальної Ради до якої увійшли: Зигмунт Жулавський(керівник) (заступником стали Юзеф Гжечнаровський, Владислав Узіємбло, Станіслава Вощинська), а також вибрано Центральний Виконавчий Комітет ПСП в складі: Томаша Арцішевського (керівник), Ян Квапінський (віце-керівник), Казімєжа Пужака (генеральний секретар, скарбник), а також Олексія Бієня, Адама Цьолкоша, Казімєжа Чапінського, Дороту Клущинську, Адама Куриловіча, Мечислава Недзялковського, Яна Станчика, Антонія Щерковського, Вільгельма Топінека та Зигмунта Зарембу. Конгрес ухвалив так звану «радомську програму».
Незадовго до війни ПСП налічувала приблизно 21 тис. членів у 41 районі країни.
На останніх перед війною місцевих виборах в Польщі, що відбувалися наприкінці 1938 року та на початку 1939 року ПСП в 160 містах отримала 26,8 % голосів та понад 1000 мандатів. Абсолютну більшість ПСП виграли за списками у: Сосновці, Радомі, Бориславі, а також разом із партіями Бунду та Поалей-Сіону в: Лодзі, Пйотркуві, Гродно, Тарнові, Седльце, Плоцьку, Замості.
В березні 1939 року керівництво партії звернулося до влади із пропозицією збільшення оборонної сили Польщі, відновлення громадянських свобод та створення Уряду Національної Оборони. Однак ці пропозиції були відхилені керівництвом країни.

## ПСП під час Другої світової війни

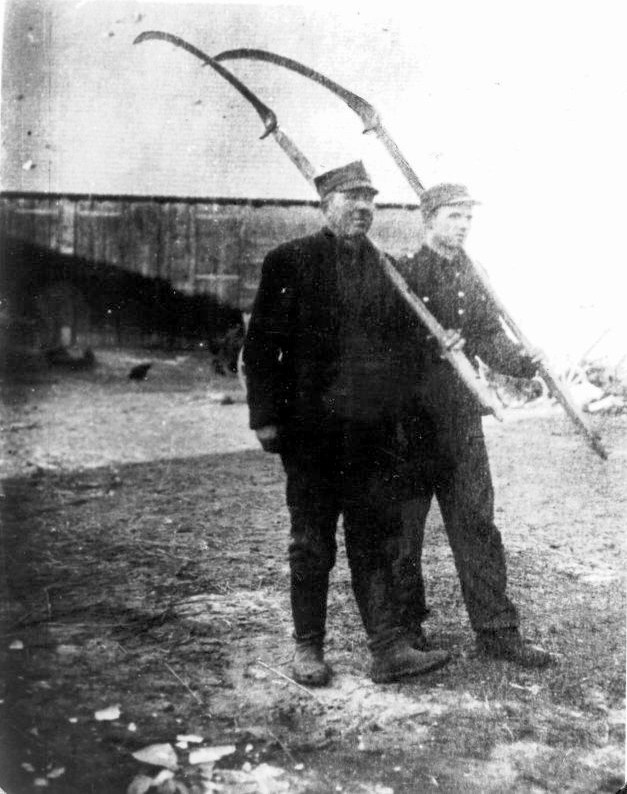
Гдинські косинери. Анджей Скібінський та його син Ян

У вересні 1939 року партія долучилася до оборонної кампанії спрямованої проти німецької агресії, організувавши Робітничу Бригаду Оборони Варшави та батальйони гданських червоних косинерів, організували цивільну оборону, видавали патріотичну пресу. Діяли на конспіраційних засадах від 1939 року як ПСП-ВРН (Воля, Рівність, Незалежність) та Руху Робітничих мас Польщі. Ліве крило соціалістів створило організацію Польські Соціалісти, яка частково з'єдналася з ПСП-ВРН. Група тих хто залишився та вирішив діяти окремо утворили Робітничу Партію Польських Соціалістів, яка в свою чергу поділилася на помірковану ПСП-Лівицю та прокомуністичну РПСП, якою керував Едвард Осубка-Моравський.
ПСП-ВРН стала однією з частин Польської підпільної держави, та брала участь у створені повстанських збройних батальйонів і на початку займала позицію підтримки політики еміграційного уряду в Лондоні. В 1941—1943 роках конфлікт ВРН з лондонським урядом призвів до тимчасового припинення участі партії в підпільних політичних органах та тимчасового зайняття її місця партії польських соціалістів. Представник ПСП Казімеж Пужак став на чолі парламенту Ради Народної Єдності. Соціаліст Антоній Пайдак також увійшов у склад Крайової Ради Міністрів.
ПСП-ВРН включила свою бойову організацію людову гвардію у склад Армії Крайової, які становили в ній до 10 % всіх її солдат. Бойові відділи ВРН активно брали участь у варшавському повстанні в 1944 році.
В еміграції ПСП була репрезентована закордонним комітетом, який брав участь в всіх засіданнях уряду РП в еміграції (у тому числі в уряді Станіслава Міколайчика представник ПСП Ян Квапінський виконував функцію віце-прем'єра, а керівником в наступному уряді став соціаліст Томаш Арцішевський).

### Діяльність ПСП в 1944—1948 роках
Пов'язана з Польською Робітничою Партією частина діячів Робітничої Партії Польських Соціалістів призвела до створення так званої відродженої ПСП (яку також звали «люблінська») з Едвардом Осубкою-Моравським та Юзефом Циранкевичем на чолі, яка в основному складалась з RPPS, до якої увійшли в 1945 та 1946 велика частина діячів передвоєної ПСП та ПСП-ВРН.
Новоутворена ПСП допомагала керувати урядом повоєнної Польщі в 1945—1948 роках, а її представники займали посади прем'єр-міністрів, входили в склад Ради Міністрів.
Частина діячів ПСП-ВРН продовжила конспіраційну діяльність, проте більшість з них була заарештована. Діячі довоєнної ПСП та ПСП-ВРН із Зигмунтом Жулавським на чолі намагалися влитися у «люблінську» ПСП, що однак закінчилося невдачею. Не була успішною також спроба створення легальної Польської Партії Соціально-Демократичної (ППСД). Врешті-решт Зигмунт Жулавський балотувався у списках ПСЛ як «незалежний соціаліст».
Доля національної ПСП, що об'єднувала у своїх рядах 500 тисяч осіб, була вирішення в грудні 1948 року на так званому об'єднавчому конгресі, під часу якого партія формально об'єдналася з комуністичною польською партією робітничою, оскільки фактично була нею поглинутою, створивши Польську Об'єднану Робітничу Партію.

### Еміграційна ПСП

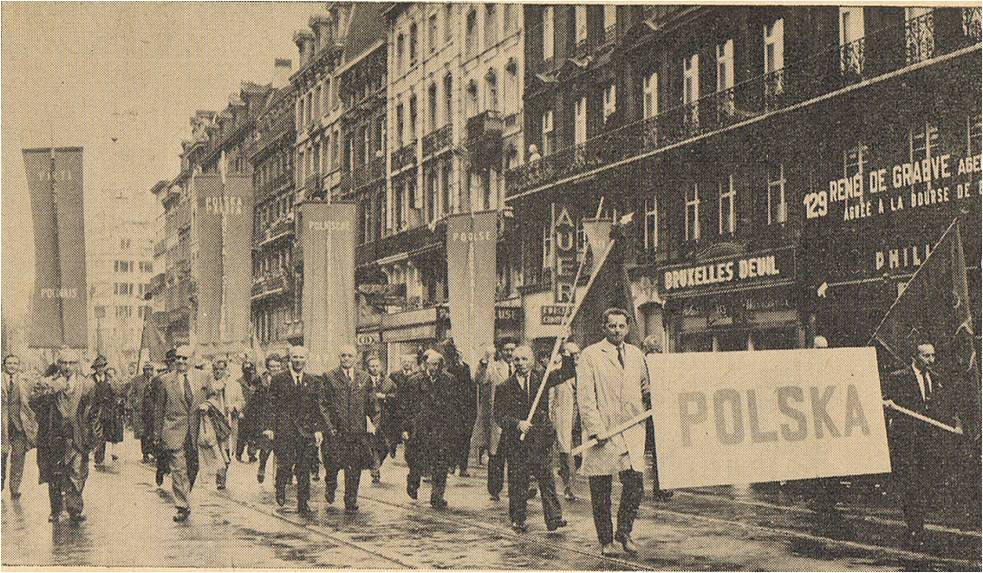
Делегація Центрального Закордонного Комітету ПСП під час демонстрації соціалістичних організації в Брюсселі 6 вересня 1964 року на честь 100-ї річниці створення I Інтернаціоналу

Після 1948 постала незалежна ПСП в еміграції, яку очолили Адам Цьолкош і Зигмунт Заремба, з 1960-х розділилась через неможливість дійти до консенсусу щодо тактики та стратегії партії.
Служба безпеки ПНР неодноразово старалася проникнути до партії та слідкувати за її діяльністю із середини.

### Відродження та з'єднання ПСП в Польщі (1987—1990)
15 листопада 1987 року підписано декларацію утворення національної ПСП. Цього самого дня, окрім інтервенції служби безпеки під час засновницького з'їзду було оголошено Політичну декларацію ПСП. В результаті суперечок щодо стратегії і тактики партії в лютому 1988 року виникли розбіжності, що призвело до виникнення фракцій: Пйотра Іконовіча під назвою ПСП-Революційна Демократична, Гжегоша Ілкаи під назвою ТКК ПСП, а також ПСП Яна Юзефа Ліпського.

### Об'єднана ПСП в 1990-х роках
У липні 1991 року у Варшаві відбувся XXIX конгрес Відродженої ПСП (нумерація вважається такою з часу 1944—1948 років). Під час нього було засуджено тих членів керівництва ПСП, які були причетними до зникнення партії у 1948 році. Керівником РН став Едварж Осубка-Моравський, а ЦКВ Владислав Садлік. 6 березня 1992 року було підписано угоду про співпрацю Відродженої ПСП (Незалежною) ПСП Мечислава Краєнського, передбачалося об'єднання обох груп.
На парламентських виборах 1991 року ПСП брали участь разом у списках Солідарності праці та руху демократично-соціального. Солідарність Праці отримала 2,06 % голосів та чотири депутатські мандати, жоден з них не однак не дістався членам ПСП.
Після смерті Яна Юзефа Ліпського 10 вересня 1991 року, під час виборчої кампанії, керівництво Начальної Ради зайняв Станіслав Вонсік з Лондону, а на чолі ЦКВ став Пйотр Іконовіч. На 1992 року керівництво ПСП, не бажаючи відмовлятися від свого історичного імені, відмовилися вступати у новостворену Унію Праці, хоча деякі окремі активісти все таки приєдналися до нової групи.
В листопаді 1992 року на XXVI Конгресі ПСП, соціалісти розчаровані попередніми діями урядів в прийнятій ухвалі Працівнича лівиця дистанціювалися від історичних поділів, шукаючи підтримки серед робітничого класу. Це призвело до налагодження співпраці з СдРП, а також з іншими угрупованнями похідними від ПНР-овської ПОРП. На керівника НР ПСП було вибрано Пйотра Іконовіча, а замісником вибрано Яна Мулака.
У результаті рішення I туру XXVI Конгресу ПСП (квітень 1993) ПСП увійшла до складу коаліції під назвою Союз демократичних лівих сил. В результаті це спричинило розбіжності в середині ПСП (гострий протест висловила та подала у відставку почесний голова ПСП Лідія Цьолкошова), в результаті яких наступив розкол. Ян Мулак налагодив контакти та співпрацю з Відродженою ПСП. В червні, на наступній зустрічі Начальної Ради було піднято постанову про невходження в союз із СЛД та продовження діалогу з ПСЛ, а також з іншими подібними організаціями.
У результаті парламентських виборах 19 вересня 1993 року ПСП разом з СЛД ввела до Сейму Республіки Польща депутатів Пйотра Іконовіча, Анджея Ліпського, Цезарія Міжеєвського та представника (незалежної) ПСП Мечислава Краєвського.
На президентських виборів 1995 року ПСП підтримала кандидата Тадеуша Зелінського, а також на II турі лідера СдРП та СЛД Александра Квасневського.
26 лютого 1996 року в Варшаві відбувся Конгрес Єдності ПСП, в якому взяли участь всі відділи національного та еміграційного соціалістичного руху партії. Головою Нр став Ян Мулак, а віцекерівниками були Пйотр Іконовіч та Яцек Каспшик, керівником ЦКВ став Анджей Ліпський. Нумерацію конгресів було змінено з урахуванням інтерпретації відродженої ПСП.
На виборах 1997 року до Сейму із спільних списків СЛД депутатські мандати отримали: Пйотр Іконович, Богдан Левандовський та Яцек Каспшик. В сенаті потрапили: Єжи Копачевський, Єжи Чешлак, а також Юзеф Кучинський. Ці парламентаристи утворили в рамках СЛД — парламентарний Союз польських соціалістів. У 1999 році, після злиття із СЛД в одну партію, Начальна Рада ПСП наказала своїм депутатам та сенаторам створення автономної парламентської групи.
Ця група розпалася перед 2001 роком.

### Історія ПСП в XXI столітті
На президентських виборах 2000 року та на парламентських виборах 2001 року ПСП балотувалися окремо від сіх інших, отримавши лише незначну підтримку. В 2000 році кандидат ПСП Пйотр Іконович отримав 38 672 (0,22 %) голосів, зайнявши 10 місце серед 12 кандидатів. В 2001 році список кандидатів ПСП підтримано 13 459 голосів (0,1 %), таким чином партія зайняла 16 місце на виборчих округах.
В результаті внутрішніх суперечок після програних виборів, з посади керівника ПСП пішов її тодішній лідер Пйотр Іконовіч. Пізніше створив він із своїми послідовниками в квітні 2003 року нову партію — Нова Лівиця.
З листопаду 2001 року до травню 2003 року керівником ПСП був Збігнев Пухайда. В червні 2003 року на конгресі ПСП керівником Начальної Ради ПСП було вибрано Анджея Зємського. Від травню до червню 2005 року функцію нового керівника виконував Здіслав Смагальський, а в липні 2005 року на керівника президіуму Начальної Ради вибрано Маріна Петерса. 16 вересня 2006 року цю посаду обійняла Кристина Цала, а від 16 грудня цього самого року і аж на 12 років та 3 місяці керівником НР став Богуслав Горський.
На виборах до Європейського Парламенту 2004 року Анджей Зємський, Пйотр Козьол та Лешек Кубік балотувались у рамках коаліційного комітету KPEiR-PLD, яке не отримало мандатів.
5 грудня 2004 року ПСП підписало програмну декларацію Унії Лівиці (разом з партіями Унія Праці, Нова Лівиця, Польською Партією Праці, Антиклерикальною Партією «Рація», Демократичною Партією Лівиці та Сентрлівицею РП), однак (так само як інші партії) не увійшла в склад створеної потім партії під тією ж назвою. 24 липня 2005 року підписала виборче порозуміння з партіями лівиці позапарламентської: ППП, АПП «Рація», Комуністичною Польською Партією та Польською Екологічною Партією — Зеленими.
На парламентських виборах 2005 року балотувалась в рамках виборчах комітету Польської Партії Праці (разом з АПП «Рація», КПП та ПЕП-З). Комітет отримав 91 266 голосів (0,77 % загальної підтримки в країні). Натомість представники ПСП у списках ППП отримали 5234 голосів, що дало 0,04 % підтримки в цілому по країні. На президентських виборах 2005 року ПСП надала свою підтримку кандидатові ППП Даніелеві Поджицькому (який не взяв участі у виборах через те що помер в дорожній аварії). На муніципальних виборах 2006 року ПСП не уклала коаліції на державному рівні, зареєструвавши власний комітет; одночасно з тим відділи партій на місцях мали право вступати в крайові коаліції.
На парламентських виборах 2007 року ПСП балотувалася із списків ППП, яка отримала 160 476 голосів (0,99 % по країні).
Перед виборами до європейського парламенту 2009 року ПСП не дійшла до консенсусу в справі спільного старту з Рацією Польської Лівиці та остаточного вирішила балотуватися самостійно, виставляючи свій список кандидатів на виборчому округу № 3 (Ольштин). За нього було віддано 1331 голосів, що дало в результаті останнє місце а також наступні результати по округу = 11місце, 0,32 % від усіх голосів, та в країні в цілому 12 місце, 0,02 % від загальної кількості усіх голосів.
На президентських виборах 2010 року начальна рада ПСП не підтримала жодного з кандидатів. Діячі партії нижчих рівнів будучи індивідуально відповідальні за свої рішення підтримували Богуслава Зінтека з ППП, або Гжегожа Наперальського. На парламентських виборах 2011 року окремі члени ПСП балотувались у списках ППП та інших партій, проте це не принесло позитивного результату для них.
12 листопада 2013 ПСП долучилась до створення громадського утворення «Зміна» разом з Польською Лівицею, польською партією регіонів, організацією Рух Людей Праці, а також Профспілкою сільського господарства та сільських районів «Регіони». Через деякий час ПСП вийшла з цієї коаліції та на виборах до Європейського Парламенту 2014 року декілька її діячів було поміщено у списках партії зелених (комітет якої був зареєстрований тільки в частин округів).
На муніципальних виборах 2014 року діячі ПСП змагалися у списках різних партій. На виборах до мазовецького сеймику виставли, а одному з округів список під назвою партія Юзефа Пілсудського. Комітет під цією назвою був створений теж в Плоцьку та гміні Слупно. До ради Ґубіна активісти ПСП балотувалися як лівиця для цього міста. В деяких містах ПСП балотувалася у спільному списку із СЛД Лівиця "Разом". Перед президентськими виборами 2015 року ПСП підтримала кандидатуру Ванди Новіцької, проте вона не змогла зібрати необхідну кількість підписів для участі у компанії. Після цього ПСП не підтримала жодного з інших зареєстрованих кандидатів.
Перед виборами в сейм 2015 року ПСП увійшла в коаліцію з (Об'єднаною Лівицею) з СЛД, Твоїм рухом та Зеленими. В рамках комітету ЗЛ декілька кандидатів ПСП балотувалось як до Сейму так і до Сенату. Коаліція не отримала парламентських мандатів. Однак коаліція перевищила прохідний бар'єр, потрібний для отримання субсидії з державного бюджету, проте ПСП, як окрема партія, не отримала жодної частини субсидії.
В березні 2016 ПСП створила організацію Порозуміння Соціалістів, в рамках якого співпрацює декілька локальних організацій лівого спрямування. В травні 2018 року
вони зробили спільну заяву перед муніципальними виборами 2018 року. Наступного місяця ПСП спільно з іншими організаціями відновили коаліцію СЛД «Лівиця Разом», у рамках якої виставила кандидатів до сеймиків воєводств та ради Варшави на муніципальних виборах в Польщі 2018 року.
Окрім початкової діяльності у створені коаліції Лівиця Разом (на початку 2019), ПСП вирішила не брати участі у виборах до Європейського парламенту в 2019 році. На конгресі 16 березня цього самого року Богусолава Горського б на посаді керівника Начальної Ради партії, замінив Войцех Конєчний. 24 червня 2019 року обійняв він депутатське крісло Сеймику Сілезького Воєводства, замінивши вибраного до Європейського парламенту радника СЛД Марка Балта.
В липні 2019 року ПСП порозумілися у справі спільних виборів (в рамках коаліції Лівиці, формально під прапорами Союзу Демократичної Лівиці) з СЛД, Весною та партією Ліві «Разом» Войцех Конєчний був оголошений кандидатом СЛД до Сенату (за підтримки Громадянської коаліції). Він отримав цей мандат, натомість цього не вдалося кандидатам до Сейму виставленими у списках ПСП, які разом здобули всього 2798 голосів. На президентських виборах в Польщі 2020 року ПСП підтримала виставленого із СЛД, Весною та Разом голову партії Весна Роберта Бедроня, який зайняв 6 місце. В II турі ПСП не віддала своєї підтримки жодному з кандидатів.

## Результати на Виборах
| Рік  | Кількість голосів                                                       | Загальний %    | Кількість мандатів | Зміна місць    |
| ---- | ----------------------------------------------------------------------- | -------------- | ------------------ | -------------- |
| 1919 | 515,062                                                                 | 9.2 (#4)       | 35 / 394           | n/a            |
| 1922 | 906,537                                                                 | 10.3 (#5)      | 41 / 444           | ▲ 6            |
| 1928 | 1,482,097                                                               | 13.0 (#2)      | 64 / 444           | ▲ 23           |
| 1930 | 1,965,864                                                               | 17.3 (#2)      | 23 / 444           | ▼ 41           |
| 1930 | Як учасники коаліції Центролев, разом мали 79 мандатів.                 |                |                    |                |
| 1935 | Бойкот виборів                                                          | Бойкот виборів | Бойкот виборів     | Бойкот виборів |
| 1938 | Бойкот виборів                                                          | Бойкот виборів | Бойкот виборів     | Бойкот виборів |
| 1947 | 9,003,682                                                               | 26.13 (#1)     | 116 / 444          | ▲ 116          |
| 1947 | Як учасники коаліції Фронт Єдності народу, разом мали 394 місць.        |                |                    |                |
| 1991 | 230,975                                                                 | 2.1 (#13)      | 0 / 460            | n/a            |
| 1991 | Як частина коаліції Солідарність Праці, отримали 4 мандат.              |                |                    |                |
| 1993 | 2,815,169                                                               | 20.4 (#1)      | 4 / 460            | ▲ 4            |
| 1993 | Як частина коаліції Союз демократичних лівих сил, отримали 171 мандат.  |                |                    |                |
| 1997 | 3,551,224                                                               | 27.1 (#2)      | 3 / 460            | ▼ 1            |
| 1997 | Як частина коаліції Союз демократичних лівих сил, отримали 164 мандати. |                |                    |                |
| 2001 | 13,459                                                                  | 0.1 (#11)      | 0 / 460            | ▼ 3            |
| 2005 | 91,266                                                                  | 0.8 (#11)      | 0 / 460            | ▬ 0            |
| 2005 | Як частина комітету польської партії праці, не мали ні одного мандату.  |                |                    |                |
| 2007 | 160,476                                                                 | 1.0 (#7)       | 0 / 460            | ▬ 0            |
| 2007 | Як частина комітету польської партії праці, не мали ні одного мандату.  |                |                    |                |
| 2015 | 1,147,102                                                               | 7.6 (#5)       | 0 / 460            | ▬ 0            |
| 2015 | Як частина коаліції Об'єднані ліві, не мали ні одного мандату.          |                |                    |                |
| 2019 | 2,319,946                                                               | 12.6 (#3)      | 0 / 460            | ▬ 0            |
| 2019 | Як частина коаліції лівих, отримали 49 мандатів.                        |                |                    |                |

### Сенат
| Рік  | Кількість голосів                                                       | Загальний %                                             | Мандати                                                 | Зміна місць                                             |
| ---- | ----------------------------------------------------------------------- | ------------------------------------------------------- | ------------------------------------------------------- | ------------------------------------------------------- |
| 1922 | 468,147                                                                 | 8.4 (#5)                                                | 7 / 111                                                 | n/a                                                     |
| 1928 | 715,556                                                                 | 11.2 (#3)                                               | 10 / 111                                                | ▲ 3                                                     |
| 1930 | Як учасники коаліції Центролев, разом мали 13 мандатів.                 | Як учасники коаліції Центролев, разом мали 13 мандатів. | Як учасники коаліції Центролев, разом мали 13 мандатів. | Як учасники коаліції Центролев, разом мали 13 мандатів. |
| 1935 | Бойкотували                                                             | Бойкотували                                             | Бойкотували                                             | Бойкотували                                             |
| 1938 | Бойкотували                                                             | Бойкотували                                             | Бойкотували                                             | Бойкотували                                             |
| 1993 | 4,993,061                                                               | 35.7 (#1)                                               | 1 / 100                                                 | ▲ 1                                                     |
| 1993 | Як частина коаліції Союз демократичних лівих сил, отримали 37 мандатів. |                                                         |                                                         |                                                         |
| 1997 | 6,091,721                                                               | 45.7 (#2)                                               | 3 / 100                                                 | ▲ 2                                                     |
| 1997 | Як частина коаліції Союз демократичних лівих сил, отримали 28 мандатів. |                                                         |                                                         |                                                         |
| 2001 | 131,987                                                                 | 0.5 (#11)                                               | 0 / 100                                                 | ▼ 3                                                     |
| 2019 | 415,745                                                                 | 2.3 (#4)                                                | 1 / 100                                                 | ▲ 1                                                     |
| 2019 | Як частина коаліції лівих, отримали 2 мандати.                          |                                                         |                                                         |                                                         |

### Президентські вибори
| Польська Республіка (1918—1939) | Польська Республіка (1918—1939) | Польська Республіка (1918—1939) | Польська Республіка (1918—1939) | Польська Республіка (1918—1939) | Польська Республіка (1918—1939) |
| Рік виборів                     | Кандидат                        | 1 раунд                         | 1 раунд                         | 2 раунд                         | 2 раунд                         |
| Рік виборів                     | Кандидат                        | голоси                          | %                               | голоси                          | %                               |
| ------------------------------- | ------------------------------- | ------------------------------- | ------------------------------- | ------------------------------- | ------------------------------- |
| 1922                            | Ігнацій Дашинський              | 49                              | 9.1 (#5)                        | 1                               | 0.2 (#5)                        |
| 1926                            | Підтримали Юзефа Пілсудського   | 60.2 (#1)                       |                                 |                                 |                                 |
| 1926                            | Зигмунт Марек                   | 56                              | 11.6 (#3)                       | 1                               | 0.2 (#3)                        |

| Президентські вибори в незалежній Польщі після 1991 | Президентські вибори в незалежній Польщі після 1991 | Президентські вибори в незалежній Польщі після 1991 | Президентські вибори в незалежній Польщі після 1991 | Президентські вибори в незалежній Польщі після 1991 | Президентські вибори в незалежній Польщі після 1991 |
| Рік виборів                                         | Кандидат                                            | 1 раунд                                             | 1 раунд                                             | 2 раунд                                             | 2 раунд                                             |
| Рік виборів                                         | Кандидат                                            | # загальних голосів                                 | % загальних голосів                                 | # загальних голосів                                 | % загальних голосів                                 |
| --------------------------------------------------- | --------------------------------------------------- | --------------------------------------------------- | --------------------------------------------------- | --------------------------------------------------- | --------------------------------------------------- |
| 1995                                                | Підтримали Тадеуша Зелінського                      | 631,432                                             | 3.5 (#6)                                            |                                                     |                                                     |
| 2000                                                | Пйотр Іконовіч                                      | 38,672                                              | 0.2 (#10)                                           |                                                     |                                                     |
| 2005                                                | Підтримали Даніеля Поджицького                      |                                                     |                                                     |                                                     |                                                     |
| 2020                                                | Підтримали Роберта Бєдроння                         | 432,129                                             | 2.2 (#6)                                            |                                                     |                                                     |

### Вибори до Європарламенту
| Рік  | Кількість голосів                                   | Загальний % | Мандати |
| ---- | --------------------------------------------------- | ----------- | ------- |
| 2004 | 48,667                                              | 0.80        | 0 / 54  |
| 2004 | Як частина коаліції KPEiR, не мали ні одного місця. |             |         |
| 2009 | 1,331                                               | 0.02        | 0 / 50  |

## Відомі особистості пов'язані з ПСП

### Президенти та керівники партії

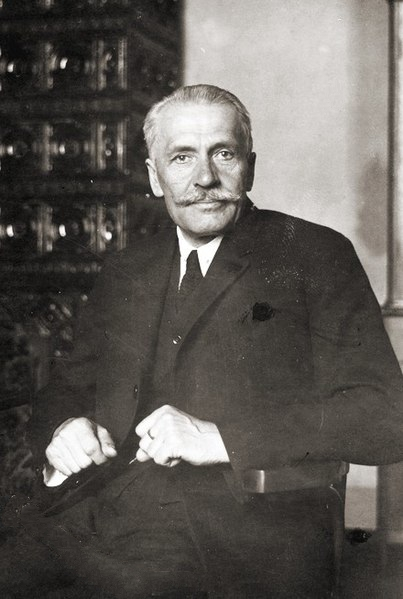
Ігнацій Мосцицький, професор та ректор Львівської політехніки, президент Польщі

- Юзеф Пілсудський (вийшов з партії)
- Станіслав Войцеховський (колишній член)
- Ігнацій Мосцицький (колишній член)
- Станіслав Островський
- Францішек Тронбальський

### Прем'єр Міністри
- Ігнацій Дашинський
- Єнджей Морачевський
- Януш Єнджеєвич (колишній член)
- Валерій Славек (колишній член)
- Томаш Арцішевський
- Тадеуш Томашевський
- Антоній Пайонк
- Альфред Урбанські

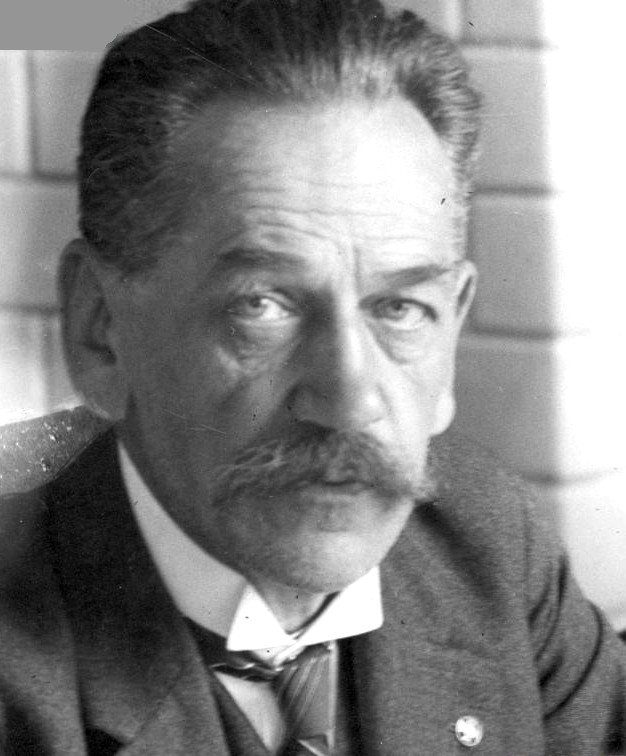
Єнджей Морачевський

- Едвард Осубка-Моравський (згодом став коммуністом)
- Юзеф Циранкевич (згодом став коммуністом)

### Інші
- Ян Юзеф Ліпський
- Болеслав Лімановський
- Адам Цьолкош

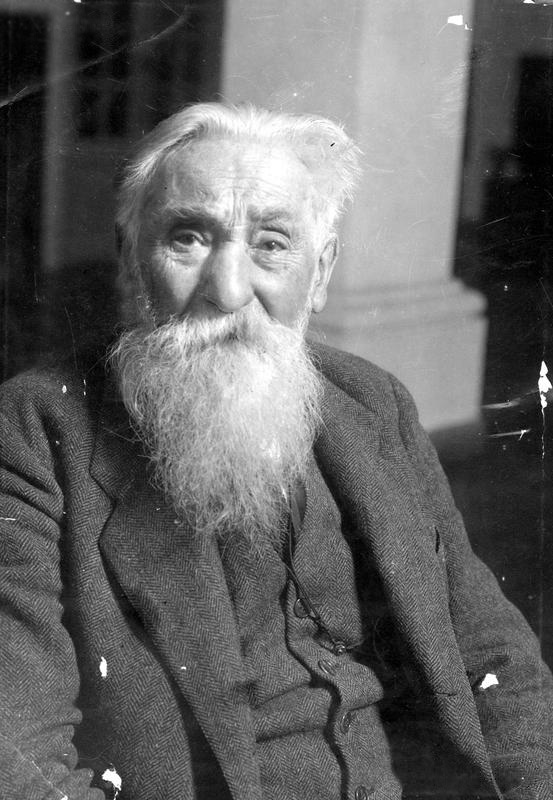
Болеслав Лімановський

- Єжи Чешейко-Сохацький (згодом став коммуністом)
- Норберт Барліцький
- Пйотр Іконовіч
- Войцех Конєчни
- Ян Квапінський
- Герман Ліберман
- Станіслав Мендельсон
- Станіслав Дюбуа
- Мечислав Нєджявковські
- Зоффія Прауссова
- Казімеж Пужак
- Казімеж Соснковський
- Леон Василевський
- Олександра Загурська

## Видавництва пов'язані з ПСП

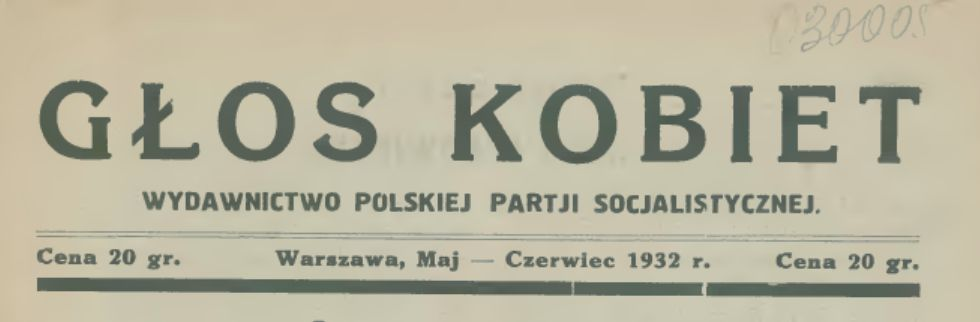
перша сторінка газети Głos Kobiet

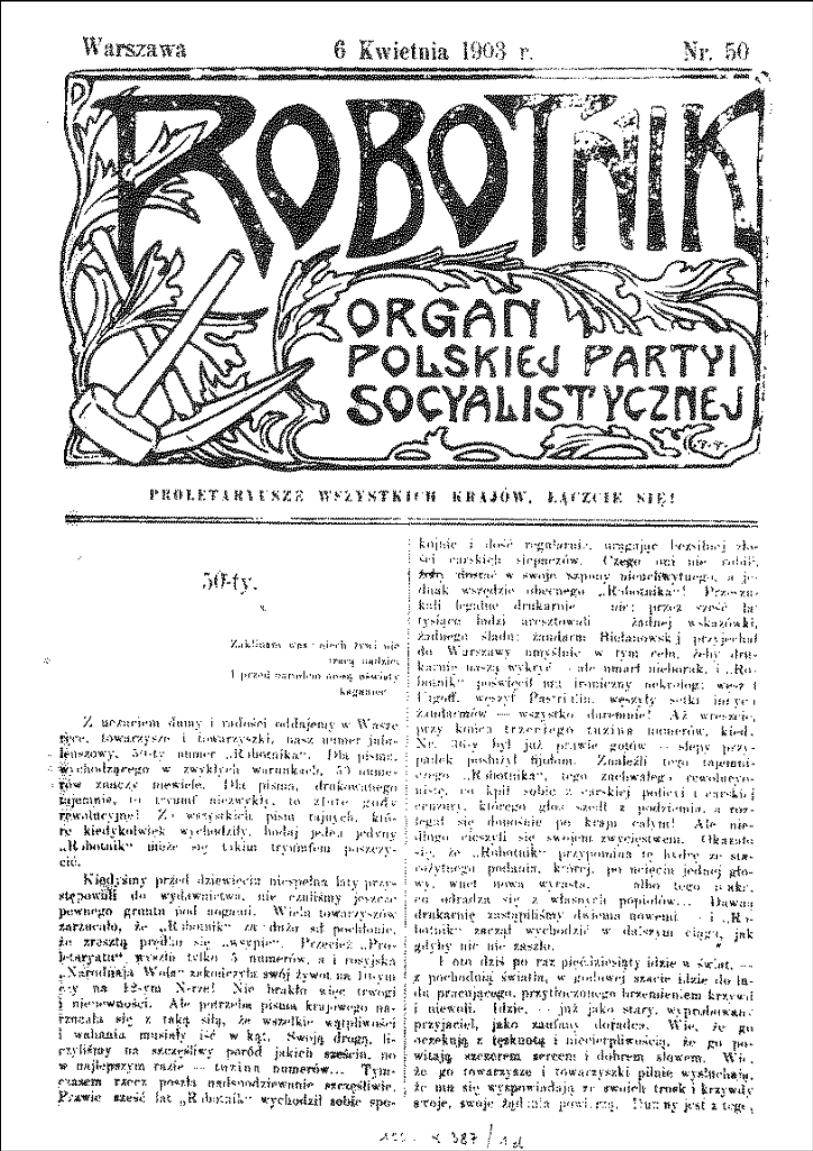
«Робітник» 1903 рік

- «Голос жінок (пол.Głos Kobiet)» — Варшава
- «Робітник (пол.Robotnik)» — Варшава
- «Газета Людова (пол.Gazeta Ludowa)» — Львів
- «Лодзянин (пол.»Łodzianin")" — Лодзь
- «Наперед (пол.Naprzód)» — Краків
- «Газета Робітнича (пол.Gazeta Robotnicza)» — Катовіце
- «Голос Ранку (пол.Głos Poranny)» — (дуже близька політиці ПСП) Лодзь
- «Життя Робітниче (пол.Życie Robotnicze)» — Радом
- «Світло (пол.Światło)» — Лондон